# Eileen Grench
Eileen Marie Grench Stohrer (Washington D. C., Estados Unidos, 5 de agosto de 1986) es una esgrimista y periodista Estadunidense-panameña. Compitió en los Juegos Olímpicos de Verano de 2016 celebrados en Río de Janeiro.

## Biografía
Grench nació en Washington D. C. Graduada de la Escuela de Periodismo de la Universidad de Columbia, su trabajo como reportera de investigación que cubre la migración global apareció en The Intercept, The Nation y Documented. Cubrió la justicia juvenil en Nueva York para la fuente de noticias en línea The City. Desde abril de 2022, Grench es reportera de justicia en The Daily Beast. Representó a Panamá en diferentes eventos deportivos de esgrima.

## Palmarés
Durante su carrera logró los siguientes resultados:
- Juegos Panamericanos:
  - Para  Estados Unidos:

Río de Janeiro 2007: plata en sable por equipos.
- Para  Panamá:

Guadalajara 2011: bronce en sable individual.